# Wüstheuterode
Wüstheuterode település Németországban, azon belül Türingiában. Lakosainak száma 570 fő (2023. december 31.).

## Népesség
A település népességének változása:
| Lakosok száma | 599  | 589  | 574  | 565  | 570  |
|               | 2017 | 2019 | 2021 | 2022 | 2023 |